# Laqueuille
Laqueuille (/la.kœj/) est une commune française située dans le département du Puy-de-Dôme, en région Auvergne-Rhône-Alpes.

## Géographie
Le bourg est situé sur la bordure escarpée d'un plateau volcanique (orgues basaltiques) à plus de 1 000 m d'altitude, surplombant la vallée de la Miouze. Le hameau de Laqueuille-Gare est à environ 3 km plus à l'ouest, à une altitude de 950 m, de l'autre côté de la vallée.
|                         | Briffons        | Perpezat  |
| Saint-Julien-Puy-Lavèze | Laqueuille      |           |
| Saint-Sauves-d'Auvergne | Murat-le-Quaire | Mont-Dore |

### Voies de communication et transports
À l'origine, la commune était traversée par la route impériale no 89 qui devint la RN 89. En 1990, une déviation a été mise en place et l'accès à l'autoroute A89 se fait par l'échangeur 25 (Saint-Julien-Puy-Lavèze). Le délaissé devient la RD 922.
La gare de Laqueuille (commune de Saint-Julien-Puy-Lavèze) est située sur la liaison sud de la ligne Lyon-Bordeaux et comporte l'embranchement vers La Bourboule et Le Mont-Dore.

### Climat
Pour des articles plus généraux, voir Climat d'Auvergne-Rhône-Alpes et Climat du Puy-de-Dôme.
En 2010, le climat de la commune est de type climat de montagne, selon une étude du Centre national de la recherche scientifique s'appuyant sur une série de données couvrant la période 1971-2000. En 2020, Météo-France publie une typologie des climats de la France métropolitaine dans laquelle la commune est exposée à un climat de montagne ou de marges de montagne et est dans la région climatique Ouest et nord-ouest du Massif Central, caractérisée par une pluviométrie annuelle de 900 à 1 500 mm, maximale en automne et en hiver.
Pour la période 1971-2000, la température annuelle moyenne est de 7,8 °C, avec une amplitude thermique annuelle de 14,5 °C. Le cumul annuel moyen de précipitations est de 1 340 mm, avec 13,8 jours de précipitations en janvier et 9,3 jours en juillet. Pour la période 1991-2020, la température moyenne annuelle observée sur la station météorologique de Météo-France la plus proche, « Saint-Sulpice », sur la commune de Saint-Sulpice à 8 km à vol d'oiseau, est de 9,4 °C et le cumul annuel moyen de précipitations est de 1 001,7 mm,. Pour l'avenir, les paramètres climatiques de la commune estimés pour 2050 selon différents scénarios d'émission de gaz à effet de serre sont consultables sur un site dédié publié par Météo-France en novembre 2022.

## Urbanisme

### Typologie
Au 1er janvier 2024, Laqueuille est catégorisée commune rurale à habitat dispersé, selon la nouvelle grille communale de densité à sept niveaux définie par l'Insee en 2022.
Elle est située hors unité urbaine et hors attraction des villes,.

### Occupation des sols
L'occupation des sols de la commune, telle qu'elle ressort de la base de données européenne d’occupation biophysique des sols Corine Land Cover (CLC), est marquée par l'importance des territoires agricoles (69,1 % en 2018), en diminution par rapport à 1990 (71,3 %). La répartition détaillée en 2018 est la suivante : prairies (65,1 %), milieux à végétation arbustive et/ou herbacée (19,8 %), forêts (9,3 %), zones agricoles hétérogènes (4 %), zones urbanisées (1,7 %). L'évolution de l’occupation des sols de la commune et de ses infrastructures peut être observée sur les différentes représentations cartographiques du territoire : la carte de Cassini (XVIIIe siècle), la carte d'état-major (1820-1866) et les cartes ou photos aériennes de l'IGN pour la période actuelle (1950 à aujourd'hui).

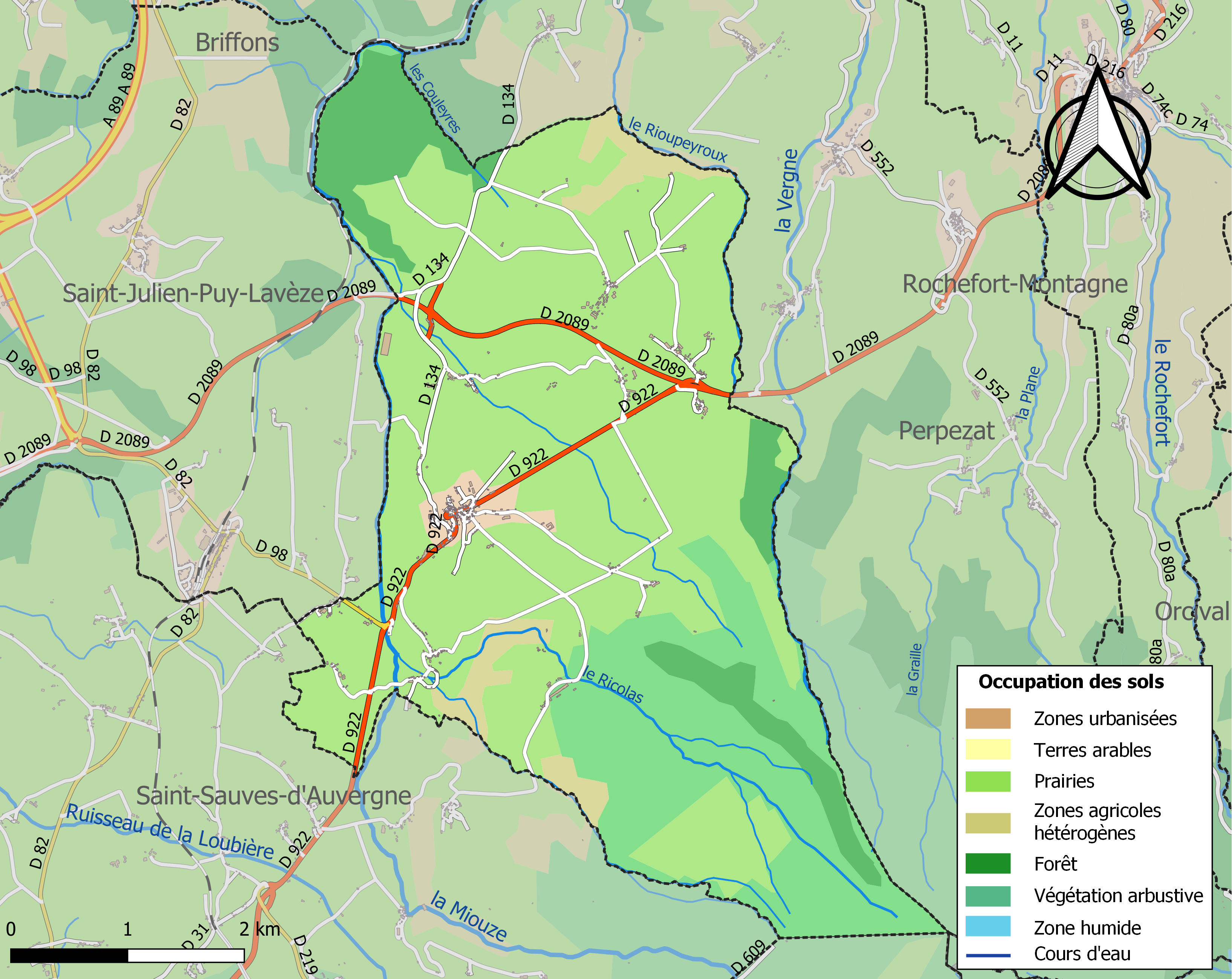
Carte des infrastructures et de l'occupation des sols de la commune en 2018 (CLC).

## Toponymie
Le village se nomme La Cuelha de Perpesac en occitan. En effet, Laqueuille fait partie de l'aire linguistique du nord-occitan.

## Histoire
Laqueuille appartenait à la seigneurie des Rochefort au XIIe siècle, dépendant des dauphins d'Auvergne.

## Politique et administration

### Découpage territorial
La commune de Laqueuille est membre de la communauté de communes Dômes Sancy Artense, un établissement public de coopération intercommunale (EPCI) à fiscalité propre créé le 1er janvier 2017 dont le siège est à Rochefort-Montagne. Ce dernier est par ailleurs membre d'autres groupements intercommunaux. Jusqu'en 2016, elle faisait partie de la communauté de communes de Rochefort-Montagne.
Sur le plan administratif, elle est rattachée à l'arrondissement d'Issoire depuis 2017, à la circonscription administrative de l'État du Puy-de-Dôme et à la région Auvergne-Rhône-Alpes. De 1801 à mars 2015, elle faisait partie du canton de Rochefort-Montagne.
Sur le plan électoral, elle dépend du canton d'Orcines pour l'élection des conseillers départementaux, depuis le redécoupage cantonal de 2014 entré en vigueur en 2015, et de la troisième circonscription du Puy-de-Dôme pour les élections législatives, depuis le dernier découpage électoral de 2010.

### Élections municipales et communautaires

#### Élections de 2020

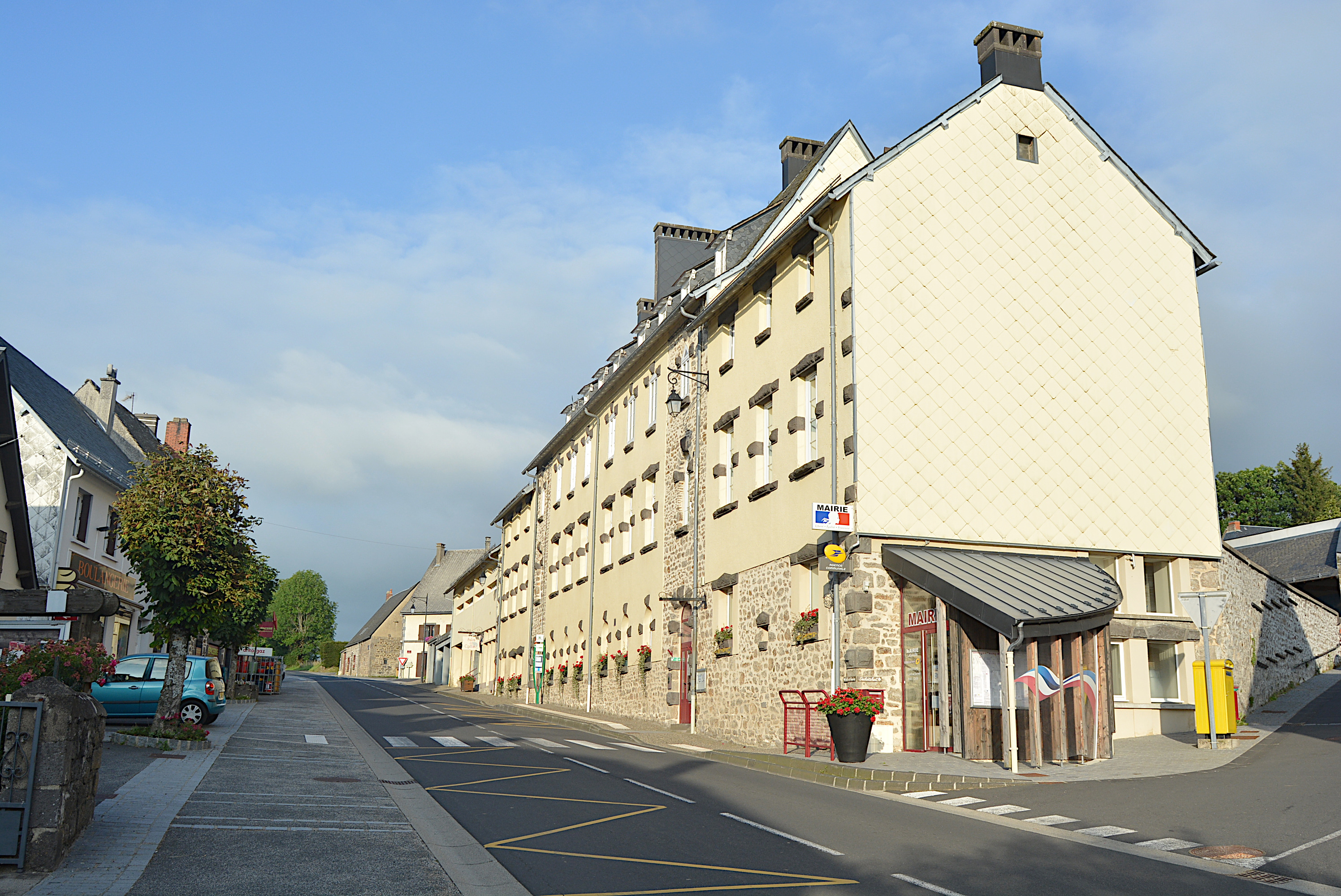
La mairie.

Le conseil municipal de Laqueuille, commune de moins de 1 000 habitants, est élu au scrutin majoritaire plurinominal à deux tours avec candidatures isolées ou groupées et possibilité de panachage. Compte tenu de la population communale, le nombre de sièges à pourvoir lors des élections municipales de 2020 est de 11. La totalité des candidats en lice est élue dès le premier tour, le 15 mars 2020, avec un taux de participation de 70,26 %.

#### Chronologie des maires
| Période                                  | Période                     | Identité        | Étiquette            | Qualité |
| ---------------------------------------- | --------------------------- | --------------- | -------------------- | --- |
| Les données manquantes sont à compléter. |                             |                 |                      | |
| 1929                                     | 1959                        | Antoine Roussel |                      | |
| avant 2001                               | 2017                        | Jean-Marc Boyer | RPR puis UMP puis LR | Professeur d'EPS Conseiller général du canton de Rochefort-Montagne (1994-2015) Conseiller départemental du canton d'Orcines (depuis 2015) 2e vice-président de la communauté de communes de Rochefort-Montagne (2014-2016) |
| 2017 (réélu en 2020)                     | En cours (au 22 avril 2023) | Éric Brugière   |                      | Collaborateur parlementaire 8e vice-président de la communauté de communes de Rochefort-Montagne |

## Population et société

### Démographie
L'évolution du nombre d'habitants est connue à travers les recensements de la population effectués dans la commune depuis 1793. Pour les communes de moins de 10 000 habitants, une enquête de recensement portant sur toute la population est réalisée tous les cinq ans, les populations de référence des années intermédiaires étant quant à elles estimées par interpolation ou extrapolation. Pour la commune, le premier recensement exhaustif entrant dans le cadre du nouveau dispositif a été réalisé en 2006.

En 2022, la commune comptait 351 habitants, en évolution de −4,1 % par rapport à 2016 (Puy-de-Dôme : +2,1 %, France hors Mayotte : +2,11 %).
| 1793  | 1800 | 1806 | 1821 | 1831  | 1836  | 1841  | 1846  | 1851  |
| ----- | ---- | ---- | ---- | ----- | ----- | ----- | ----- | ----- |
| 1 009 | 918  | 998  | 991  | 1 137 | 1 135 | 1 115 | 1 102 | 1 114 |

| 1856 | 1861 | 1866 | 1872  | 1876  | 1881  | 1886  | 1891  | 1896 |
| ---- | ---- | ---- | ----- | ----- | ----- | ----- | ----- | ---- |
| 960  | 963  | 977  | 1 069 | 1 067 | 1 102 | 1 084 | 1 034 | 980  |

| 1901 | 1906 | 1911 | 1921 | 1926 | 1931 | 1936 | 1946 | 1954 |
| ---- | ---- | ---- | ---- | ---- | ---- | ---- | ---- | ---- |
| 876  | 937  | 845  | 794  | 748  | 699  | 720  | 614  | 580  |

| 1962 | 1968 | 1975 | 1982 | 1990 | 1999 | 2006 | 2011 | 2016 |
| ---- | ---- | ---- | ---- | ---- | ---- | ---- | ---- | ---- |
| 577  | 531  | 502  | 402  | 382  | 384  | 397  | 364  | 366  |

| 2021 | 2022 | - | - | - | - | - | - | - |
| ---- | ---- | - | - | - | - | - | - | - |
| 357  | 351  | - | - | - | - | - | - | - |

## Économie
La source Laqueuille, eau de source captée dans les estives de Laqueuille, est embouteillée dans la commune.

## Culture locale et patrimoine

### Lieux et monuments
Les principaux lieux et monuments de Laqueuille sont :
- la cascade du Trador ;

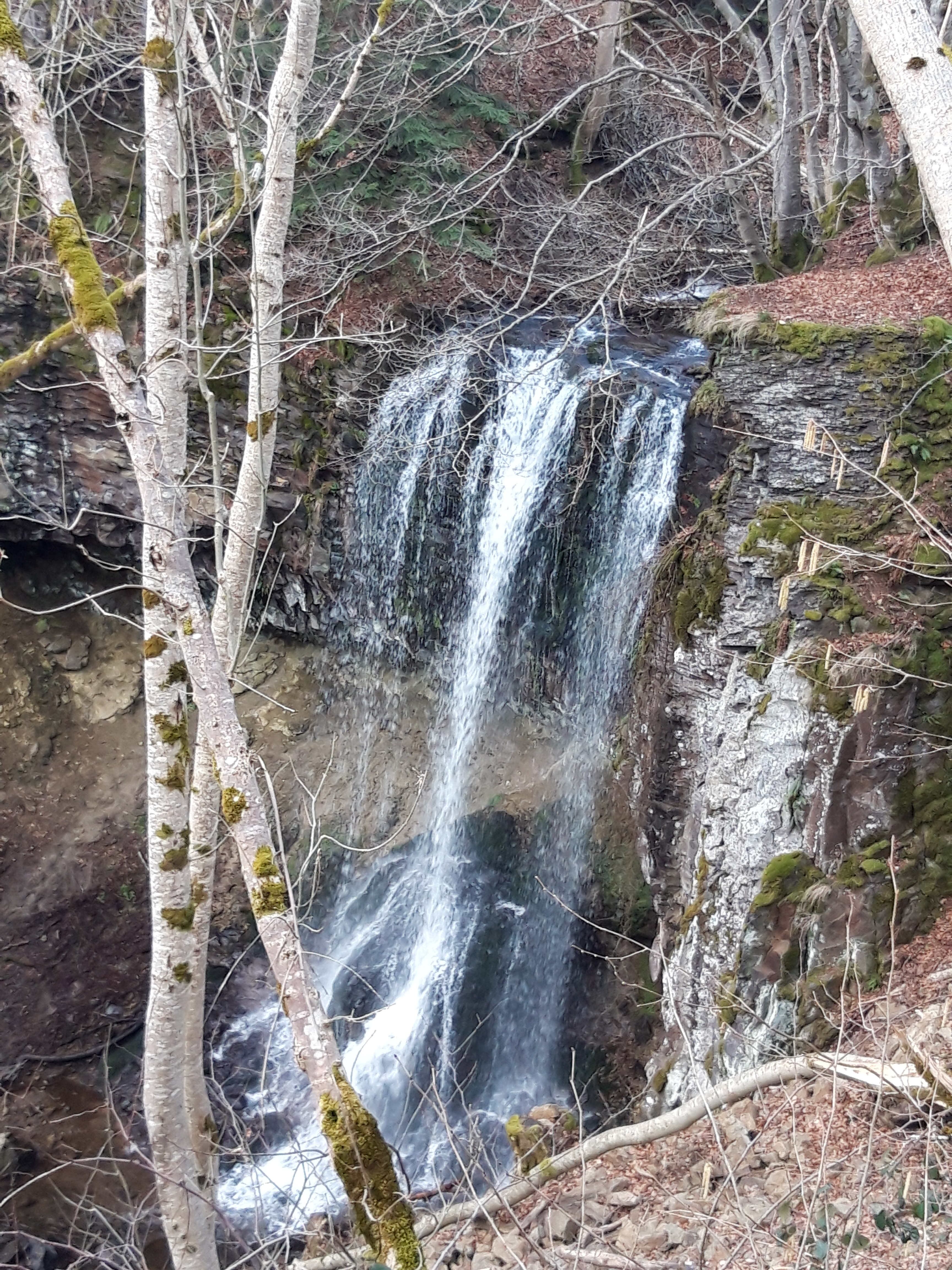
Cascade du trador, commune de Laqueuille
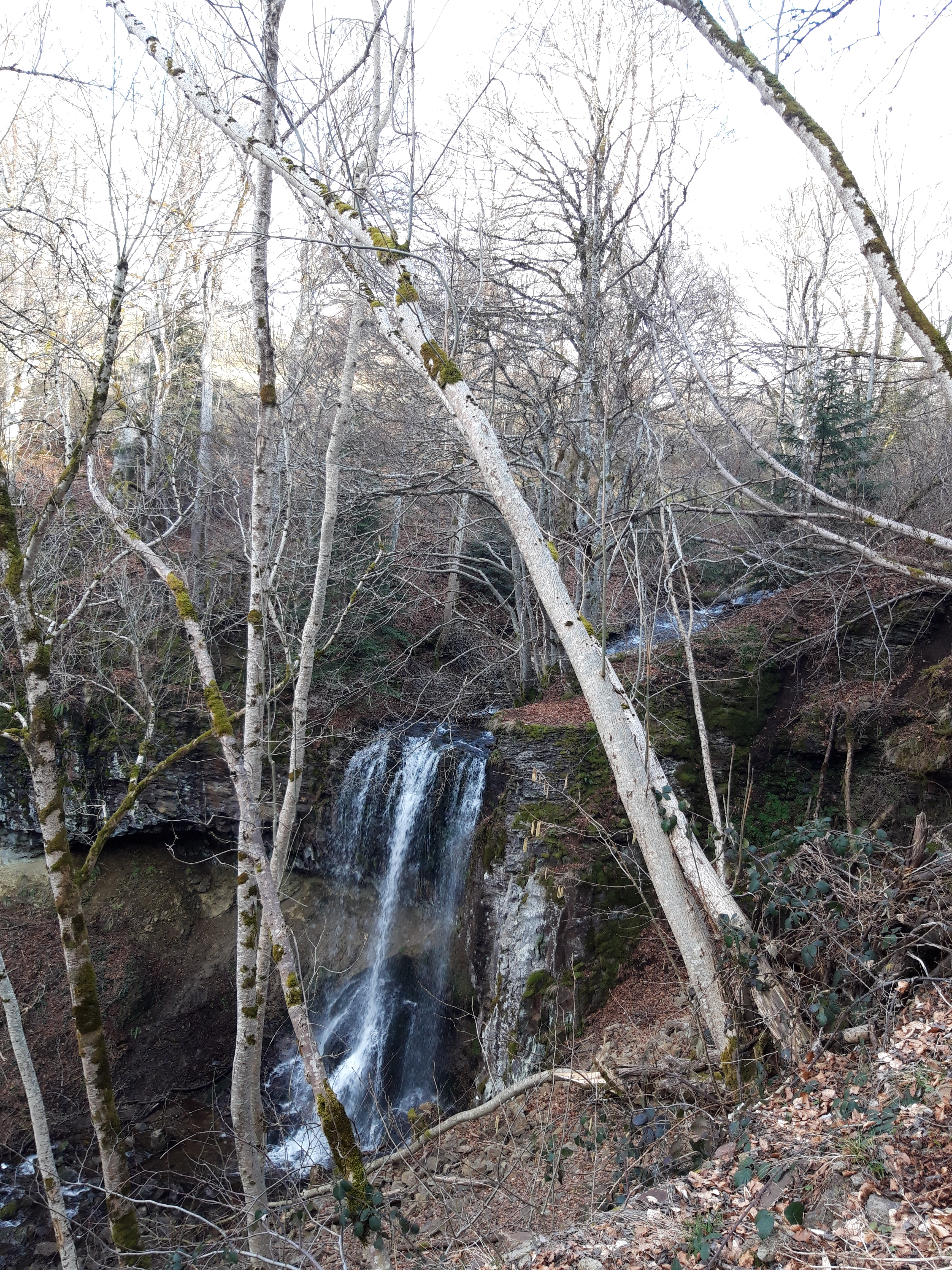
Cascade du trador, commune de Laqueuille
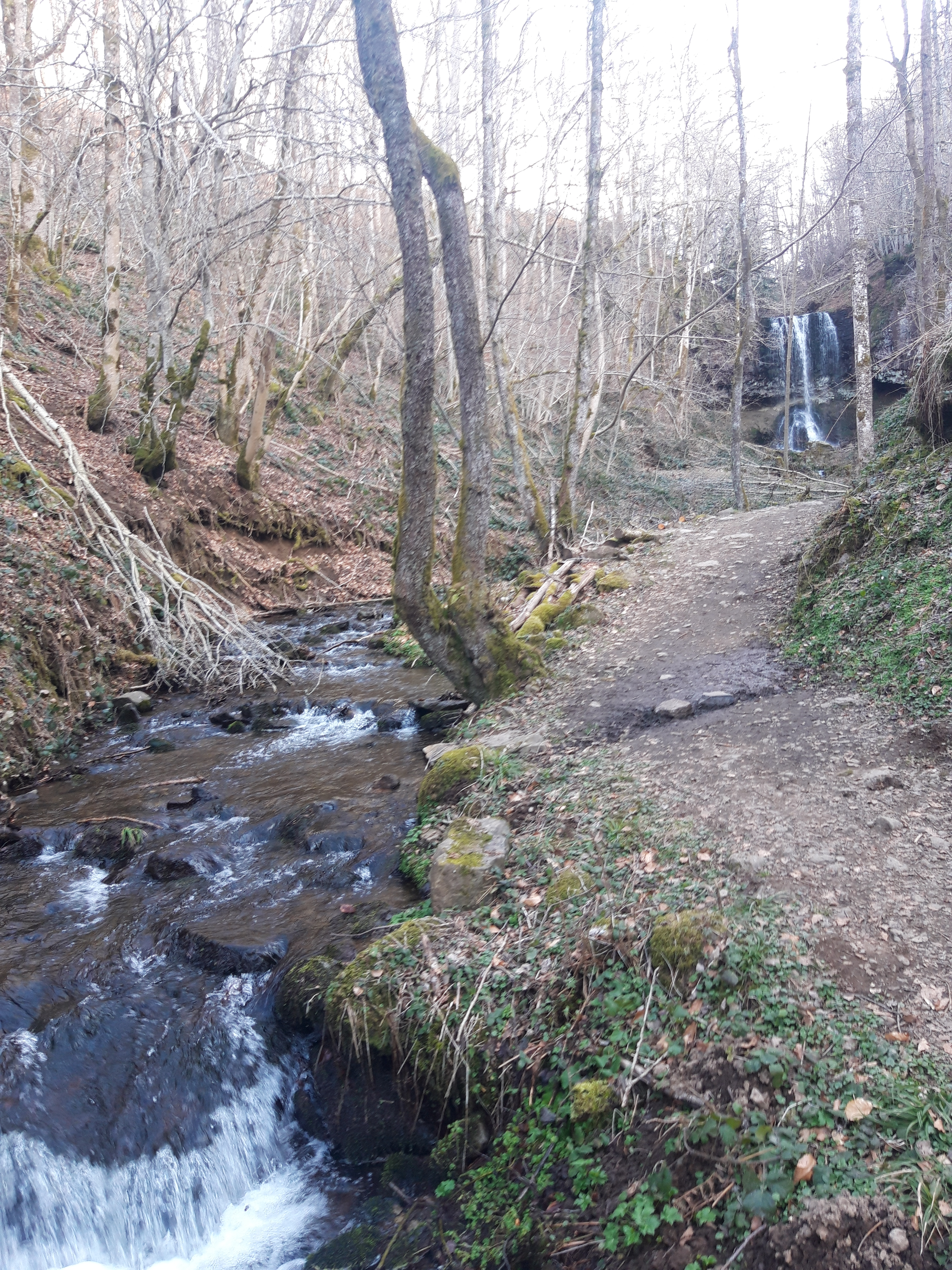
Cascade du trador, commune de Laqueuille

- la borne des quatre seigneurs positionnée à la frontière des communes de Laqueuille, Murat-le-Quaire, Mont-Dore et Perpezat.
- le musée de Bleu et de Sang qui est un musée scénographié qui raconte l histoire de deux personnages célèbres de Laqueuille : Antoine Roussel et Antoine Victor de Mornac.

### Gastronomie
- Fromages : fabrication de la fourme de Rochefort et du bleu de Laqueuille.

### Personnalités liées à la commune
- Antoine-Victor Mornac (1802-1869), bandit auvergnat